# Junta Técnica del Estado
La Junta Técnica del Estado fue uno de los varios organismos político-administrativos creados por el general Franco en octubre de 1936 tras su nombramiento como jefe de gobierno de la España rebelde durante la guerra civil española. Fue una de las principales instituciones que configuraron la primera organización gubernamental creada por Franco. Aunque estaba dividida en comisiones sectoriales, no fue un auténtico gobierno y estuvo compuesta por personalidades con escasa relevancia política. Fue presidida sucesivamente por los generales Dávila y Jordana. Desapareció con la creación en febrero de 1938 del primer gobierno de Franco propiamente dicho.

## Contexto
Tras el fallecimiento en accidente aéreo del líder de la sublevación militar, el general Sanjurjo, los generales Mola y Cabanellas crearon el 25 de julio de 1936 una Junta de Defensa Nacional encabezada por el segundo que se ocuparía tanto de dirigir las operaciones militares como de encabezar políticamente el movimiento rebelde.. El General de división Miguel Cabanellas Ferrer fue designado presidente por ser el general de división más antiguo entre los militares sublevados.
La Junta asumió durante un plazo y de forma colegiada «todos los Poderes del Estado» en el territorio controlado por los golpistas, y autodenominado como zona nacional.
Sin embargo, pronto surgieron movimientos partidarios de centralizar el mando.

## El generalísimo
Como resultado, el 30 de septiembre de 1936 se publicó en el Boletín Oficial de la Junta de Defensa Nacional de España el Decreto n.º 138 que nombraba al general Franco generalísimo de los ejércitos y jefe del gobierno del Estado.
El 1 de octubre Franco tomó posesión oficialmente de sus cargos. Aunque solo había sido nombrado jefe de gobierno, todos los medios oficiales hablaron desde el principio de «jefe del Estado», aumentando así su poder. Su mayor prioridad era alcanzar la victoria militar y no tenía prisa en formar un auténtico gobierno. Por ello se contentó con crear un organismo más técnico que político —la Junta Técnica del Estado— y apoyarse en su hermano Nicolás al que nombró secretario general del jefe del Estado. El 2 de octubre el rebautizado como Boletín Oficial del Estado publicó la ley que creaba este y otros organismos. El preámbulo de dicha norma revela el talante de la misma:

La estructuración del nuevo Estado español, dentro de los principios nacionalistas, reclama el establecimiento de aquellos órganos administrativos que, prescindiendo de un desarrollo burocrático innecesario, respondan a las características de autoridad, unidad, rapidez y austeridad.

La temporalidad de la nueva organización quedaba de manifiesto al añadir:

sin tomar como definitiva la que actualmente se implanta, aunque sea anuncio de la permanente a establecer una vez dominado todo el territorio nacional.

Tanto la terminología como la provisionalidad de la institución son propias del lenguaje castrense, que busca la creación de una especie de intendencia de retaguardia que solucionase los problemas más inmediatos, pero supeditada al objetivo fundamental que es obtener la victoria militar. La nueva Junta no era un auténtico gobierno. Probablemente se consideraba que sería un instrumento de apoyo civil a los militares hasta el final de la guerra, que entonces se preveía próximo.

## Estructura
La Junta fue organizada de la siguiente manera:
| Cargo                                       | Nombre                                             | Inicio             | Fin                |
| ------------------------------------------- | -------------------------------------------------- | ------------------ | ------------------ |
| Presidente                                  | Fidel Dávila Arrondo Francisco Gómez-Jordana Sousa | 2-10-1936 3-6-1937 | 3-6-1937 30-1-1938 |
| Comisión de Justicia                        | José Cortés López                                  | 2-10-1936          | 30-1-1938          |
| Comisión de Hacienda                        | Andrés Amado y Reygondaud de Villebardet           | 2-10-1936          | 30-1-1938          |
| Comisión de Industria, Comercio y Abastos   | Joaquín Bau Nolla                                  | 2-10-1936          | 30-1-1938          |
| Comisión de Agricultura y Trabajo Agrícola  | Eufemio Olmedo Ortega                              | 2-10-1936          | 30-1-1938          |
| Comisión de Trabajo                         | Alejandro Gallo Artacho                            | 2-10-1936          | 30-1-1938          |
| Comisión de Cultura y Enseñanza             | José María Pemán y Pemartín                        | 2-10-1936          | 30-1-1938          |
| Comisión de Obras Públicas y Comunicaciones | Mauro Serret y Mirete                              | 2-10-1936          | 30-1-1938          |

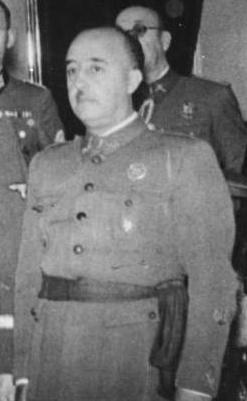
Franco era la instancia suprema y todas las propuestas debían remitirse a su Secretaría general.

La estructura de la Junta recuerda al Directorio militar de Primo de Rivera, con la creación de siete comisiones sustitutivas de los ministerios y similares a las ponencias de aquel. También recuerda a la Dictadura la voluntad de que dichos organismos no tengan carácter político y el «arbitrismo». La sede principal de la Junta estaba en Burgos. Aunque su composición en comisiones recordaba a un incipiente consejo de ministros, estaba formada por personalidades de segundo orden que se encargaban principalmente de funciones administrativas rutinarias.
Puesto que Franco era la instancia suprema para todos los temas, todos los organismos debían enviar a la Secretaría General del Jefe del Estado los antecedentes de los asuntos que debieran ser aprobados por el Caudillo para «facilitar al jefe del Estado su despacho y conocimiento». De esta forma, la Secretaría era un organismo clave para el ejercicio del poder por el que debían pasar todas las normas jurídicas y, aunque Dávila presidiese la Junta, el verdadero poder estaba en las manos de Nicolás Franco.
En consecuencia, a los tres meses del golpe de Estado, la España rebelde mostraba la apariencia de ser un Estado nuevo en el que todas las tendencias colaboraban en un proceso de centralización, unidad y eficacia, a diferencia de la división y el derroche de recursos presentes en el bando republicano. El posterior año 1937 sería difícil en el plano militar pero de gran consolidación del poder político del neófito dictador.

## Presidencia
La Junta estaba encabezada por un presidente encargado no solo de dirigir a la institución, sino también de servir de canal de comunicación con el jefe del Estado. Este último era quien tenía la última decisión en todos los aspectos. Según las normas de funcionamiento de la Junta, publicadas el 6 de octubre, debía despachar al menos una vez por semana con los presidentes de las comisiones. El presidente de la Junta se comunicaría con el Caudillo mediante despachos directos, si bien también podía delegar esta función en otras personas.
El  presidente fue en todo momento un militar, decisión que marcaba una clara tendencia de Franco a apoyarse políticamente en subordinados suyos. El elegido inicialmente fue Fidel Dávila, general de brigada que, al mismo tiempo, fue nombrado jefe del Estado Mayor. Fue el único miembro de la cesada Junta de Defensa Nacional que siguió desempeñando un cargo en la nueva administración. Dávila tiene entre algunos historiadores imagen de burócrata, pero lo cierto es que había combatido en las guerras de Cuba y de Marruecos, donde había demostrado su capacidad. Tenía una cierta significación monárquica pero era, ante todo, un militar profesional. De estatura aun inferior a la de Franco, era, según el almirante Cervera, «puro, austero y español» y mantenía un catolicismo monárquico similar al de Mola.

## Comisiones
Comisión de Hacienda
Estaba principalmente compuesta por militares, si bien fue presidida por Andrés Amado, un monárquico alfonsino cuya experiencia dotaba al órgano de un carácter algo más político. Se trataba de un experto en finanzas que había colaborado con Calvo Sotelo durante la dictadura. Según los escritos dejados por Franco, Amado se opuso al mantenimiento de la cotización de la peseta. Sin embargo, el caudillo insistió en la necesidad de mantener alto su valor. Aunque su doctrina fuera heterodoxa desde el punto de vista económico, la decisión de Franco resultó políticamente oportuna, pues contribuyó a que los precios se mantuvieran estables durante todo el período. La competencia técnica de Amado ayudó a que la situación económica mejorara en la segunda mitad de 1937.
Comisión de Justicia
Fue presidida por el hasta entonces presidente de sala de la Audiencia de Las Palmas José Cortés y tenía una composición exclusivamente técnica. Su sede estaba en Burgos. Su principal cometido era revisar la legislación entonces vigente para eliminar aquella que se juzgara incompatible con el «Nuevo Estado». También debía facilitar una transición desde el absoluto imperio de la jurisdicción militar a otra ordinaria.
Comisión de Industria, Comercio y Abastos
Su presidencia fue encomendada a Joaquín Bau, un monárquico tradicionalista que también había sido colaborador de Calvo Sotelo cuando este había dirigido el Ministerio de Hacienda durante la dictadura de Primo de Rivera. Una de las funciones de la comisión fue contribuir al aprovisionamiento del Ejército. Bau fue el catalán que ocupó el más alto cargo político en este período. En cuestiones económicas era de ideas liberales y se oponía al intervencionismo estatal. Al igual que en el caso de Amado, su pericia contribuyó a que la situación económica mejorara en la segunda mitad de 1937. Desempeñó un importante papel en la promulgación del Decreto de 9 de octubre de 1937 que abolía las concesiones mineras hechas con anterioridad e imponía un máximo del 25% de capital extranjero en las compañías propietarias. Dicha norma fue vista por los alemanes como un desafío a sus intereses.
Comisión de Agricultura y Trabajo Agrícola
Según la Ley creadora de la Junta, su función era

fijar las normas indispensables para la continuación de las actividades agrícolas y preparar la revalorización de productos de la tierra, establecimiento de patrimonios familiares, Cooperativas agrícolas y mejoras de la vida campesina

Estaba compuesta exclusivamente por ingenieros agrónomos, lo que también le dotaba de un perfil eminentemente técnico. Su presidente fue Eufemio Olmedo. En el otoño de 1936 estableció una prohibición de sacrificar animales fuera de los mataderos municipales.
Comisión de Trabajo
La Ley decía que era

a la que compete todo lo relacionado con las bases vigentes y laudos de trabajo y el estudio de nuevas orientaciones que tiendan al bienestar obrero y la colaboración de éste con los demás elementos de la producción

Su sede estaba en Burgos.
Comisión de Obras Públicas y Comunicaciones
Según la Ley

tendrá por misión asegurar la continuación de las obras públicas en curso, emprender obras nuevas donde sea indispensable, restablecer las líneas de transportes de todas clases, organizar un perfecto servicio de comunicaciones postales y telegráficas en toda la región ocupada, así como el personal necesario para estos servicios

Presidida por Mauro Serret, estaba compuesta por ingenieros funcionarios del Estado, por lo que tampoco tenía un perfil político.
Comisión de Cultura y Enseñanza

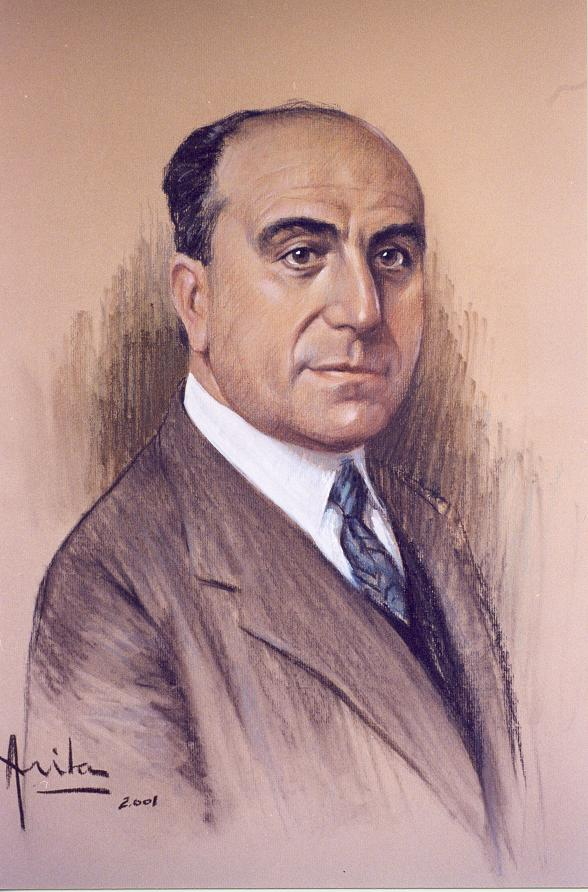
Enrique Suñer, vicepresidente y hombre fuerte de la Comisión de Cultura y Enseñanza.

Era, sin duda, la que tenía una composición más netamente política. Estaba presidida por José María Pemán, pero su desinterés por el trabajo burocrático hizo que el peso de la dirección lo llevaba el vicepresidente Enrique Suñer. Eran vocales Eugenio Montes, Vegas Latapié, Mariano Puigdollers y Alfonso García Valdecasas. Había un predominio de antiguos colaboradores de Acción Española, y sus relaciones con los falangistas no eran buenas.
Se implantó una fuerte censura, se persiguió la pornografía y se hicieron quemas públicas de libros. Pero la actividad más destacada de la comisión fue la purga del personal docente. Para realizarla, se evaluaban las ideas y comportamientos políticos, pero también las ideas religiosas, la metodología profesional empleada y la propia vida privada de los profesores. Para ello, se basaban en informes de los párrocos, alcaldes, Guardia Civil, padres de familia solventes, organismos militares y, tras la Unificación, de Falange Española Tradicionalista y de las JONS. La Comisión tomaba la última decisión, sin posibilidad de recurso.
Otros
El 19 de noviembre de 1936 se publicó en el Boletín Oficial del Estado un reglamento de la Junta que creó una secretaría del presidente y una oficialía mayor.

## Características
El predominio de los militares en los principales puestos era muy marcado. Dávila y luego Jordana eran militares de carrera. Por el contrario, los miembros de las comisiones sí fueron mayoritariamente civiles. Ello recordaba en gran medida al Directorio militar de Primo de Rivera. Por muy provisional que fuera, el régimen instituido era esencialmente militar. No solo el generalísimo Franco era jefe del Estado y cúspide del poder; también eran militares el presidente de la Junta Técnica, el secretario de Guerra, el gobernador general y el secretario general del jefe del Estado. De ahí esa pretensión de prescindir del componente ideológico, así como el tono cuartelero de las disposiciones normativas dictadas. Es significativo que una de las primeras normas de la Junta consistiera en el restablecimiento de los tribunales de honor dentro del Ejército, que habían sido suprimidos por la reforma militar de Azaña. También puede considerarse de origen militar la temprana adopción de medidas destinadas a depurar a los disidentes. Un decreto-ley de 9 de diciembre de 1936 reguló la depuración del funcionariado. Este carácter predominantemente militar sería señalado años después por Ramón Serrano Súñer con estas palabras:

a lo largo de la guerra el mando civil fue auxiliar y subalterno del mando militar; al menos hasta la constitución del primer Gobierno (…). La mayor parte de los servicios estaban militarizados (…). También las distintas secciones de la llamada Junta Técnica —larvados ministerios constituidos en Burgos— estaban bajo control militar; como eran militares la mayor parte de los gobernadores civiles, delegados provinciales de orden público y abastos, gerentes de empresas relacionadas con la producción de guerra y hasta ciertas alcaldías.

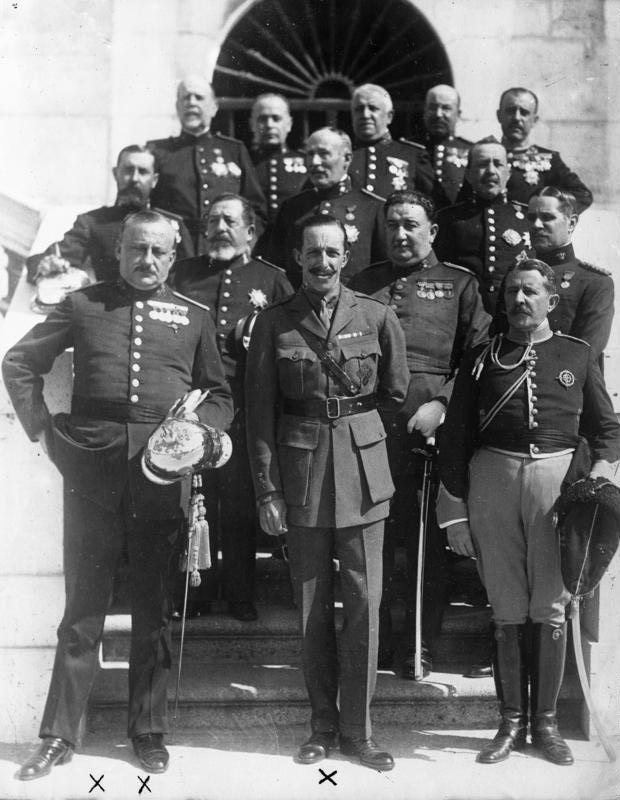
La presidencia de Jordana acentuó más la similitud con el Directorio militar del que había formado parte.

Ningún miembro de Falange Española de las JONS desempeñaba puesto alguno en la Junta, mientras que sí había un muy significativo porcentaje de monárquicos, tanto alfonsinos como tradicionalistas. Por consiguiente, la Junta Técnica no fue en ningún momento un órgano que ayudara a crear un estado fascista o parafascista, sino una institución de significación católica o tradicional. Esto siguió siendo así incluso después de la unificación, hasta el punto de que Pemán le comentó al presidente de la Junta —que por entonces era ya Jordana— que la Comisión de Cultura y Enseñanza que él presidía se convertía en «refugio y cuartel general de todo lo que queda fuera del partido único».
Aunque los militares sublevados habían evitado al principio atacar el republicanismo, el estallido revolucionario en la zona republicana provocó una creciente radicalización política en las filas rebeldes. Ya en el otoño de 1936 se vivía una contrarrevolución cultural sin parangón en la Europa del siglo XX. Se volvía públicamente a la religión y se exigía la restauración de los valores tradicionales. Esta restauración moral impulsó un espíritu de disciplina, unidad y sacrificio muy útil para la guerra. No obstante, la política «restauracionista» fue aplicada de forma mucho más moderada a como lo sería posteriormente. Hay pocos ejemplos de esa actitud de restauración de valores religiosos y morales en los primeros meses de la Junta. El 23 de diciembre de 1936 se prohibió la producción, comercio y divulgación de material pornográfico, pero también de «literatura socialista, comunista, libertaria y, en general, disolvente». Los textos de este tipo serían custodiados en bibliotecas oficiales para ser consultados solo de forma excepcional.
El personal de la Junta no cobraba otras retribuciones distintas de los puestos que ocupaban con anterioridad. La provisionalidad del órgano quedaba patente en todo momento y se derivaba de la creencia generalizada en que la toma de Madrid era inminente. Ello se notaba en algunos casos concretos. A pesar de la autonomía con la que actuaba, Queipo de Llano preguntó a mediados de diciembre de 1936 si debía devolver sus bienes a la Compañía de Jesús tal como le habían solicitado sectores tradicionalistas de Granada. Sin embargo la Junta no llegó nunca a tomar una decisión al respecto. Otras veces se percibe en sus decisiones un tono cuartelero y arbitrista que recuerda al de la Dictadura. Un decreto-ley de principios de 1937 pretendía resolver el problema del desempleo, para lo que ordenaba a los gobernadores civiles que evitaran que existiera un solo español en tal situación o «que no reciba en alguna forma socorro proporcional a sus necesidades familiares». La determinación de los responsables de la Junta de resolver problemas acuciantes hacía que les incomodaran ciertos trámites impuestos por preceptos legislativos preexistentes, como la existencia de recursos contencioso-administrativos o la obligación de pedir informe al Consejo de Estado. Las características de la Junta Técnica revelan que Franco tomaba como referente en aquel momento a la dictadura de Primo de Rivera.
Todas las normas jurídicas —leyes, decretos-leyes, decretos, órdenes y hasta circulares— debían ser aprobadas por Franco. Las propuestas podían proceder de la Junta, pero también de las secretarías o del gobernador general, lo que pronto produjo un atasco. De las 160 normas aprobadas durante 1936, unas noventa procedían de las tres secretarías. Esto revela las limitaciones que las comisiones de la Junta tenían a pesar de sus pretensiones paraministeriales. De hecho, el sistema de gobierno se asemejaba más al del Antiguo Régimen con sus secretarios de despacho. Las escasas actas que se conservan de las reuniones de los presidentes de la Junta muestran que se trataban cuestiones de escaso interés político. No abordaron reformas de importancia, sino que se limitaron a intentar dar respuesta a necesidades acuciantes. Tan solo consta una intervención de Enrique Suñer el 27 de marzo de 1937 en la que expresaba su deseo de que se abordasen próximamente las reformas educativas que estaba estudiando. Sin embargo, Franco estaba mucho más preocupado por la dirección y el curso de la guerra que por las cuestiones de gobierno.

## Economía

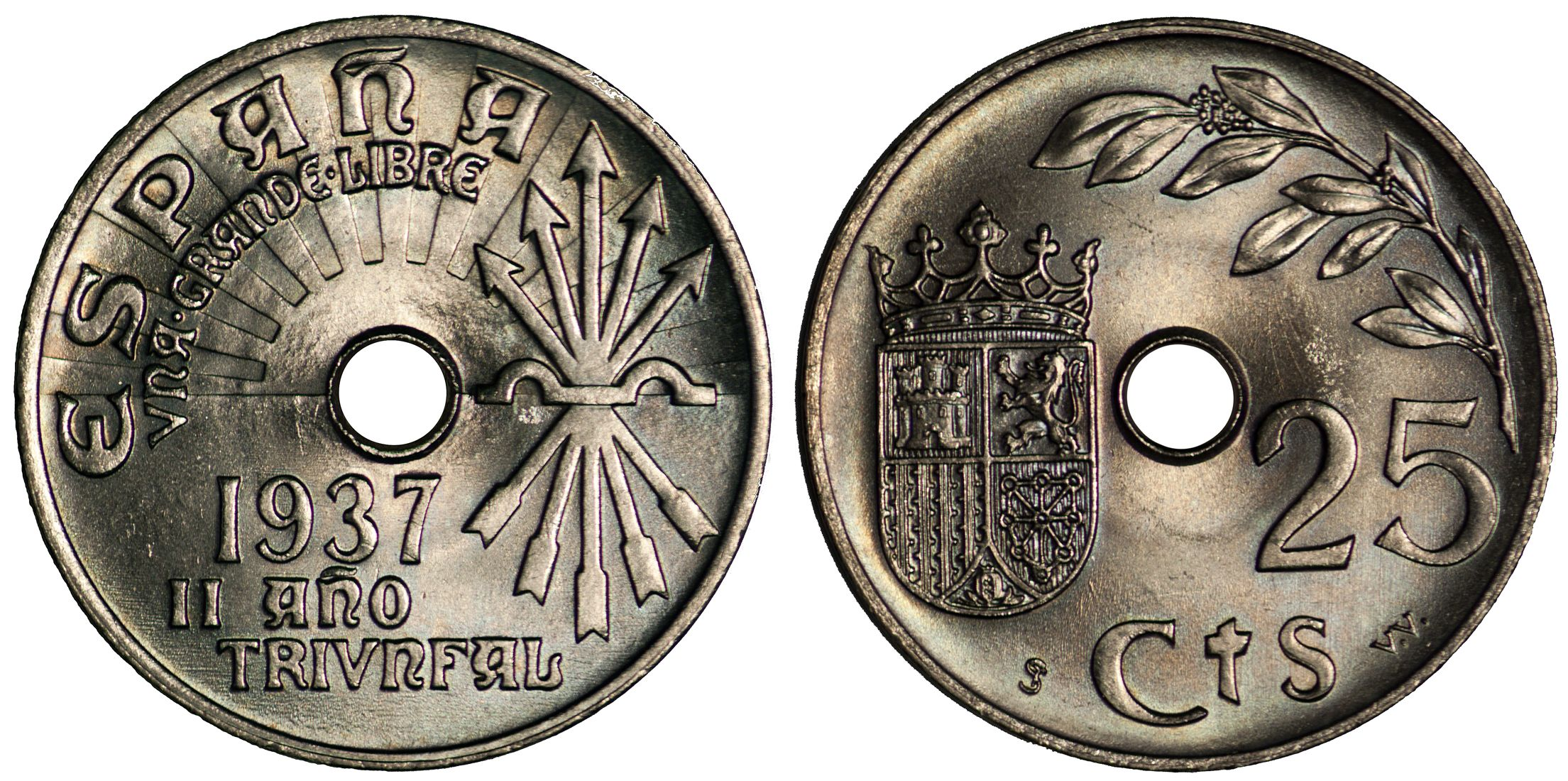
Moneda de 25 céntimos de 1937 con los nuevos lemas y símbolos.

Las incautaciones de sus bienes a las organizaciones revolucionarias y progubernamentales y a sus simpatizantes fueron una fuente de ingresos para los rebeldes. Para gestionarlos, la Junta creó en enero de 1937 una Comisión Central Administradora de Bienes Incautados encargada de su gestión. También las autoridades provinciales tuvieron que ocuparse de esta tarea.
En noviembre de 1936 se creó un Comité de Moneda Extranjera encargado de controlar las divisas de otros países. En marzo de 1937, el Comité concedió un plazo de un mes para que todo el mundo declarase las divisas, acciones, obligaciones y oro que tuviera en su poder. Las nuevas autoridades controlaron todas las transacciones con el exterior. Todas las exportaciones se cobraban en monedas extranjeras fuertes, que eran ingresadas en el plazo de tres días en la Delegación Militar de la Hacienda Pública. Las exportaciones ayudaron a pagar el esfuerzo de guerra. La Casa de la Moneda de Burgos obtuvo sustanciales recursos de las joyas y valores donados por la población. Solo a finales de 1937 fue controlada totalmente por la Junta Técnica del Estado.

## Relevo en la presidencia
A consecuencia del accidente aéreo que costó la vida al general Mola el 3 de junio de 1937, Franco decidió que su sustituto al mando del Ejército del Norte fuera Dávila. Para relevarle al frente de la Junta designó al también general Francisco Gómez-Jornada. Como su predecesor, este había combatido en Cuba y en Marruecos, donde llegó a desempeñar la jefatura del Estado Mayor del Ejército de África, tuvo un papel decisivo en las negociaciones con Francia y fue alto comisario. Su significación política era mayor que la de Dávila debido a que había sido vocal del Directorio Militar de Primo de Rivera. De ideas monárquicas, era considerado liberal en aquel contexto, principalmente porque su edad y formación le alejaban notablemente del fascismo. Era leal, trabajador y honesto, y gozaba de la confianza de Franco.
Parece que Jordana fue reacio a ocupar el puesto, y se dio cuenta desde un primer momento de las dificultades que su desempeño tenía, reconociendo en su diario que estaba «verdaderamente descorazonado por la imposibilidad de arreglar este maremágnum». Además, creía que el propio Franco no tenía la mente en condiciones de ocuparse de cuestiones políticas; que Nicolás Franco, secretario general del jefe del Estado, era «hombre genial y extraordinario, pero desbarajustado» y que actuaba sin ninguna coordinación con la Junta; que el funcionamiento de la Junta era muy defectuoso; que no tenía el control de la prensa; que los asuntos exteriores estaban en manos de José Antonio Sangróniz; que Queipo de Llano actuaba con total autonomía y sin obedecer a nadie; y que había una clara divergencia política entre una Junta en la que predominaban militares, católicos y primorriveristas y un Movimiento controlado por Serrano Súñer y los falangistas. En consecuencia, a principios de octubre de 1937, Jordana aconsejó a Franco que, o bien realizara una profunda renovación de la Junta, o bien formara un gobierno propiamente dicho. En ello coincidía con la opinión de Serrano, convertido para entonces en principal consejero político de Franco. Aunque Franco tardó en poner en práctica el consejo, ya desde octubre anunció la próxima formación de un gobierno.

## Política exterior
Existía una Secretaría de Relaciones Exteriores dirigida por el diplomático Francisco Serrat, pero era Sangroniz quien realmente ejercía de ministro del ramo en la sombra junto con Nicolás Franco. Sin embargo, el general Franco podía utilizar a distintos colaboradores para sus negociaciones, pero se reservaba siempre el papel predominante en la diplomacia.

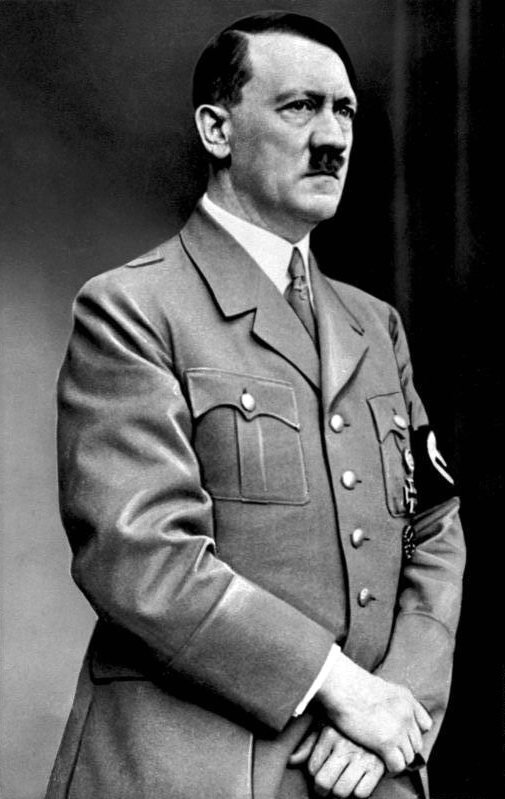
La reclamación de concesiones mineras suscitó tensiones con la Alemania de Hitler pese a la estrecha alianza existente.

En junio de 1937, la deuda con Alemania ascendía ya a 150 millones de marcos y Hitler expresó abiertamente que su intención era obtener el mineral de hierro español. Al mes siguiente, aprovechando la batalla de Brunete, los alemanes consiguieron algunas ventajas económicas. El embajador von Faupel y el nuevo presidente de la Junta, Jordana, firmaron el 12 de junio un documento por el que los rebeldes se comprometían a suscribir con Alemania un convenio comercial, informarle de los contactos económicos mantenidos con otros estados y darle el trato de nación más favorecida. El 15 de julio se firmó una nueva declaración conjunta comprometiendo ayuda mutua en el intercambio de materias primas, alimentos y manufacturas. Al día siguiente, España se comprometió a pagar la deuda de guerra en marcos y a un 4% de interés. Las compañías HISMA-ROWAK dominaban el intercambio comercial y el nuevo embajador alemán, Eberhard von Stohrer, llegó con el encargo de controlar todo el comercio exterior español con prioridad para Alemania.
El 9 de octubre de 1937 Franco aprobó un decreto-ley que declaraba nulas todas las concesiones hechas por cualquier autoridad. La norma ha sido objeto de interpretaciones diversas por los historiadores, pero los alemanes la percibieron como un ataque a sus intereses porque impedía que el dinero de la HISMA se invirtiera en la compra de intereses mineros. La Junta Técnica les explicó que el objetivo era frenar las concesiones hechas por el gobierno de Valencia, pero los alemanes desconfiaban de las relaciones comerciales hispano-británicas.
Alemania pretendía el reconocimiento de títulos de propiedad en setenta y tres concesiones mineras gracias al dinero de la deuda que manejaba el consorcio Montana, algo que el decreto-ley de octubre había impedido. Para sortear el obstáculo, pidieron que se equiparara a los germanos con los españoles a los efectos de dicha norma. Los españoles rehusaron diciendo que la Ley de Minas vigente solo permitía la presencia de un 20 o 25% de capital extranjero, y que imponía que los directivos fueran españoles. Recomendaron esperar a la formación del nuevo gobierno.
Von Stohrer se entrevistó los días 15 y 16 de diciembre de 1937 con Sangróniz y con Nicolás Franco, a los que exigió las 73 concesiones mineras en las que HISMA tenía opción de compra. Ambos se negaron a autorizar todas las ventas en bloque. El día 20, von Stohrer, acompañado de Johannes Bernhardt, se entrevistó con el propio general Franco. Este, en una agria conversación, repitió la negativa de su hermano. Sobre el 25 de enero de 1938, el embajador se entrevistó con Jordana, presidente de la Junta Técnica. Este volvió a rechazar una autorización en bloque aunque prometió estudiar individualmente cada caso. La caída de Teruel a comienzos de enero de 1938 debilitó la posición de Franco frente a las demandas de sus aliados.

## La represión
La Junta Técnica no tuvo participación directa en la represión más violenta, que fue realizada  por las Fuerzas Armadas y supervisada directamente por Franco en su condición de comandante en jefe de las mismas. El general Martínez Anido, famoso por su persecución de los anarquistas en los primeros años veinte, fue nombrado director de Seguridad Interior el 31 de octubre de 1937, pero se encargaba de cuestiones tales como la censura de espectáculos y el control de abusos en el mercado.
Sí participó la Junta en la depuración de los empleados públicos. El 5 de diciembre de 1936 se decretó la separación del servicio de los servidores públicos de todo tipo que fueran considerados contrarios al «Movimiento Nacional». Contra la resolución que ponía fin al procedimiento no cabía interponer recurso alguno ante los tribunales de justicia.

## La creación del primer Gobierno
Tras el traslado del cuartel general de Franco a Burgos, Serrano Suñer redactó la Ley de Administración Central del Estado, auténtica «Carta institucional» del Gobierno aprobada el 30 de enero de 1938. Esta dio paso a un ejecutivo con once carteras ministeriales que sustituyó a la dispersa y poco eficaz administración precedente. La composición de este gobierno fue el primer ejercicio político de Franco, quien procuró que todas las tendencias existentes en el bando rebelde estuvieran representadas en él y que ninguna fuera predominante. El hasta entonces presidente de la Junta Técnica, Jordana, fue designado vicepresidente del Gobierno y ministro de Asuntos Exteriores.